# Amynothrips andersoni
Amynothrips andersoni är en insektsart som beskrevs av O'neill 1968. Amynothrips andersoni ingår i släktet Amynothrips och familjen rörtripsar. Inga underarter finns listade i Catalogue of Life.